# メノルカ空港
メノルカ空港（IATA: MAH, ICAO: LEMH; カタルーニャ語: Aeroport de Menorca, スペイン語: Aeropuerto de Menorca）は、スペイン・バレアレス諸島のメノルカ島にある空港。バレアレス諸島州マオー＝マオンにある。メノルカ島の主都マオー＝マオンの中心市街地から4.5キロメートル南西に位置する。

## 歴史
バレアレス諸島の北東にあるメノルカ島には、1920年代にサン・リュイス飛行場が建設された。1969年3月24日、サン・リュイス飛行場を置き換える形でメノルカ空港が建設された。
2001年には2,825,147人の旅客数を記録し、それまでの記録を破った。2006年9月14日には建設作業中の新ターミナルで屋根の一部が崩落する事故が起こり、数人の建設作業員が負傷した。2008年のリーマン・ショック後、2009年には旅客数が2,433,666人にまで落ち込んだが、その後は緩やかに持ち直し、2015年には2,867,482人となっている。

## 航路
年間を通じて運航されている定期便は以下の通り。これに加えて、特に夏季にはイギリス、フランス、ドイツ、イタリアなどさまざまな国からの季節運航便がある。
- エア・ヨーロッパ : パルマ・デ・マヨルカ空港
- イベリア航空 : マドリード・バラハス空港、パルマ・デ・マヨルカ空港、バレンシア空港
- ブエリング航空 : バルセロナ＝エル・プラット空港

## ギャラリー

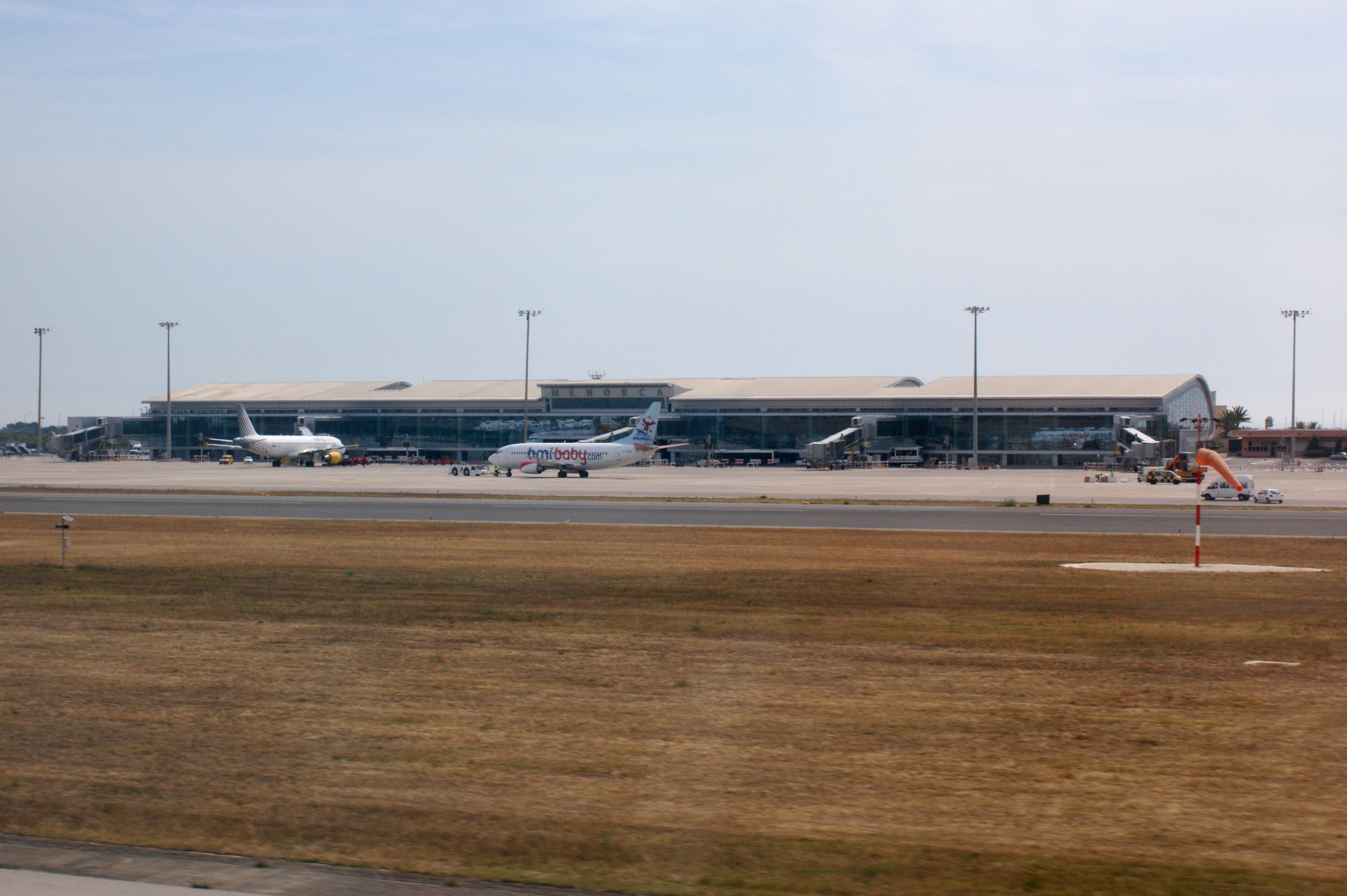
メノルカ空港
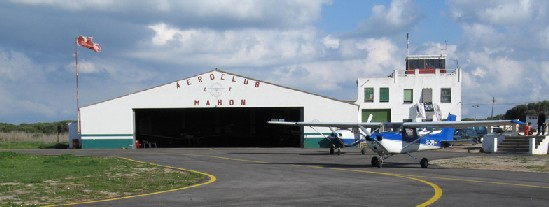
メノルカ飛行クラブ